# Hokejové divize 1978/1979
Československé divize ledního hokeje 1978/1979 byly hokejové soutěže na území  Československa, na území České socialistické republiky ale byla v minulém ročníku zrušena a v rámci Slovenské socialistické republiky byla třetí nejvyšší soutěží a toto je její poslední ročník.

## Systém soutěže
Soutěž se skládala ze 2 skupin po 8 účastnících. Ve skupinách se všech 8 klubů utkalo čtyřkolově každý s každým (celkem 28 kol). Vítězové obou dvou skupin na území Slovenské socialistické republiky se spolu utkaly o postup do 1. slovenské národní hokejové ligy. Všechny týmy z obou slovenských skupin mimo postupujícího sestoupily do krajských přeborů.
Před začátkem soutěží odstoupily ze skupiny A TJ Spartak BEZ Bratislava a tak měla skupina pouze 7 účastníků.

## Slovenská socialistická republika

### Skupina A
| Poř. | Tým                         | Z  | V  | R | P  | VB  | OB  | B  |
| ---- | --------------------------- | -- | -- | - | -- | --- | --- | -- |
| 1.   | TJ ZVL Povážska Bystrica    | 24 | 17 | 4 | 3  | 121 | 66  | 38 |
| 2.   | TJ Gumárne 1. mája Púchov   | 24 | 14 | 4 | 6  | 125 | 71  | 32 |
| 3.   | TJ Slávia Ekonóm Bratislava | 24 | 16 | 0 | 8  | 155 | 122 | 32 |
| 4.   | TJ Banské stavby Prievidza  | 24 | 12 | 3 | 9  | 128 | 79  | 27 |
| 5.   | TJ Slávia UK Bratislava     | 24 | 8  | 1 | 15 | 93  | 140 | 17 |
| 6.   | TJ Slávia VŠP Nitra         | 24 | 8  | 1 | 15 | 62  | 126 | 17 |
| 7.   | TJ Skloobal Nemšová         | 24 | 2  | 1 | 21 | 75  | 155 | 5  |

### Skupina B
| Poř. | Tým                      | Z  | V  | R | P  | VB  | OB  | B  |
| ---- | ------------------------ | -- | -- | - | -- | --- | --- | -- |
| 1.   | TJ ZPA Prešov            | 28 | 26 | 1 | 1  | 281 | 60  | 53 |
| 2.   | TJ ZŤS Hriňová           | 28 | 18 | 3 | 7  | 131 | 115 | 39 |
| 3.   | TJ Slovan Smižany        | 28 | 16 | 3 | 9  | 143 | 130 | 35 |
| 4.   | TJ Slovan Levoča         | 28 | 15 | 2 | 11 | 133 | 111 | 32 |
| 5.   | TJ Družstevník Letanovce | 28 | 12 | 2 | 14 | 113 | 144 | 26 |
| 6.   | TJ ZŤS Detva             | 28 | 8  | 2 | 18 | 122 | 150 | 18 |
| 7.   | TJ Jednota Kežmarok      | 28 | 7  | 1 | 20 | 102 | 170 | 15 |
| 8.   | TJ Lokomotíva Ruskov     | 28 | 3  | 0 | 25 | 67  | 212 | 6  |

### O Postup do 1. SNHL
TJ ZPA Prešov - TJ ZVL Povážska Bystrica 3:0 na zápasy (5:2,10:3,8:5) 

Tým TJ ZPA Prešov postoupil do dalšího ročníku 1. SNHL. Ostatní týmy sestoupily do krajských přeborů.